# Пам'ятки Знам'янки
У місті Знам'янка на обліку перебуває 13 пам'ятки архітектури та 13 пам'ятки історії.

## Пам'ятки архітектури
| № пп | Найменування пам'ятки                          | Датування     | Місцезнаходження пам'ятки | Охорон. номер |
| ---- | ---------------------------------------------- | ------------- | ------------------------- | ------------- |
| 1    | Житловий будинок                               | к.19 ст.      | просп. Шкільний, 7        | 128-Кв        |
| 2    | Адміністративний будинок                       | п.20 ст.      | просп. Шкільний, 9        | 129-Кв        |
| 3    | Районна лікарня                                | 1937 р.       | вул. Гагаріна, 27         | 386-Кв        |
| 4    | Будинок піонерів                               | п.20 ст.      | вул. М. Грушевського, 13  | 127-Кв        |
|      | Комплекс колишньої земської лікарні (4 спор.): | 1900-1904 рр. | вул. М. Грушевського, 15  | 353-Кв/1-5    |
| 5    | Житловий будинок лікаря Лисенка                | 1900 р.       |                           | 385-Кв        |
| 6    | Будинок лікарні                                | 1904 р.       |                           | 353-Кв/1      |
| 7    | Будинок амбулаторії                            | 1904 р.       |                           | 353-Кв/2      |
| 8    | Будинок медперсоналу                           | 1904 р.       |                           | 353-Кв/3      |
| 9    | Дитячий лікувальний корпус                     | 1904 р.       |                           | 353-Кв/4      |
| 10   | Котельня та баклаболаторія                     | 1904 р.       |                           | 353-Кв/5      |
| 11   | Будинок відпочинку локомотивних бригад         | 1948 р.       | вул. Осадчого, 4          | 415-Кв        |
| 12   | Будинок залізничних бригад (пождепо)           | кінець 19 ст. | вул. Осадчого, 14         | виявлена      |
| 13   | Залізничний вокзал                             | 1952 р.       | вул. Привокзальна         | 351-Кв        |

## Пам'ятки історії
| № пп | Охорон. номер                      | Найменування пам'ятки | Місцезнаходження пам'ятки                  | Епоха                      | Значення                | Рішення                                                           |
| ---- | ---------------------------------- | --- | ------------------------------------------ | -------------------------- | ----------------------- | ----------------------------------------------------------------- |
| 1    | 27                                 | Братська могила радянських воїнів. Поховано 102 воїна. | вул. Переможців                            | 1943                       | місцева                 | № 404 від 17.09. 1969 р.                                          |
| 2    | 1067                               | Будинок, в якому жив А. В. Лисенко- лікар- революціонер | вул. М. Грушевського, 15                   | 1884-1905 роки             | * * *                   | № 281 від 16.05. 1985                                             |
| 3    | 1068                               | Приміщення залізничної лікарні, де працював А. В. Лисенко | вул. М. Грушевського, 15 (залізн. лікарня) | 1905 рік                   | * * *                   | № 281 від 16.05. 1985                                             |
| 4    | 28                                 | Пам'ятний знак на честь 25-річчя визволення міста | вул. Ф. Горбунова                          | 1943                       | * * *                   | № 404 від 17.09. 1969                                             |
| 5    | 29                                 | Братська могила радянських воїнів. Поховано 293 воїна. | вул. Ярослава Мудрого                      | 1943 рік                   | * * *                   | № 404 від 17.09 1969                                              |
| 6    | 30                                 | Братська могила радянських воїнів. Серед похованих М. П. Панарін.- Герой Радянського Союзу. Поховано 3 воїна. | вул. Шевченка, селище Знам'янка            | 1943                       | * * *                   | № 404 від 17.09 1969                                              |
| 7    | 31 31/1 31/2 — 31/8 31/9 — 31/ 444 | Військово-меморіальне кладовище Братська могила мирних жителів- жертв німецьких інтервентів. Поховано 27 чоловік. Братська могила радянсь- ких воїнів. Поховано 126 воїнів. Могили радянських воїнів, серед похованих В. І. Галочкін-Герой Радянського Союзу | вул. Партизанська                          | 1918 рік 1943 рік 1943 рік | * * * * * * * * * * * * | № 404 від 17.09. 1969 № 404 від 17.09. 1969 № 281 від 16.06. 1985 |
| 8    | 964                                | Пам'ятно-технічний знак «Танк-Т-34» | вул. Партизанська                          | 1943 рік                   | * * *                   | № 301 від 25.06. 1982                                             |
| 9    | 1069                               | Братська могила радянських партизан. Поховано 4 партизана. | вул. Першого Травня                        | 1941 рік                   | * * *                   | № 281 від 16.05. 1985                                             |
| 10   | 32                                 | Пам'ятник В.І.Леніну | вул. М. Грушевського, парк                 | 1870 −1924 роки            | * * *                   | № 404 від 17.09. 1969                                             |
| 11   | 965                                | Пам'ятний технічний знак — паровоз ЗУ 683-21. | вокзальна площа                            | 1943 рік                   | * * *                   | № 301 від 25.06. 1982                                             |
| 12   | 33                                 | Пам'ятний знак на честь партизан Чорного лісу. | автотраса Київ-Донецьк                     | 1941 1943 роки             | * * *                   | № 404 від 17.09. 1969                                             |
| 13   | 1070                               | Пам'ятний знак на честь працівників локомотивного депо. | залізнична станція                         | 1941 рік                   | * * *                   | № 281 від 16.05 1985                                              |
|      |                                    | |                                            |                            |                         |                                                                   |